# 8kun
8kun (ранее 8chan) (также известен как Бесконечный чан) — англоязычный имиджборд, особенностью которого являются генерируемые пользователями разделы. Каждая доска модерируется её создателем, вмешательства главной администрации сайта минимальны. После перехода в автономный режим в августе 2019 года сайт переименовал себя в 8kun и был возобновлен в ноябре 2019 года.
На сайте разрешён любой контент, прямо не запрещённый законами США. Посетители 8chan активно участвовали в спорах вокруг «Геймергейт» после того, как посты соответствующей тематики были запрещены на 4chan. По состоянию на сентябрь 2017 года сайт занимает 4997 место по посещаемости в мире, а в ноябре 2014 года на него заходило в среднем 35 000 уникальных посетителей в день и публиковалось 400 000 сообщений в неделю.
Сайт был отключён хостингом Cloudflare 5 августа 2019 года в 10:00 по московскому времени.
Домен 8kun.net был заблокирован регистратором Tucows 5 ноября 2019 года.

## История
8chan был создан в октябре 2013 года программистом Фредриком Бреннаном, более известным под псевдонимом «HOTWHEELS». Бреннан создал веб-сайт после того, как заметил усиление негласного наблюдения и учащение притеснений свободы слова в Интернете. Бреннан считает, что разделы Форчана погрязли в авторитаризме, и 8chan является более уважающей свободу слова альтернативой поделию Мута. Идея создания нового имиджборда пришла к Фредрику под действием галлюциногенных грибов.
Отсутствие практического опыта и знаний в области программирования не является препятствием для создания своих досок на 8chan. FAQ сайта, появившийся в марте 2014 года, содержал лишь одно обязательное для всех посетителей правило: «Не постить контент, запрещённый на территории Соединённых Штатов Америки, не ставить на него ссылки и не запрашивать их. Не создавать разделы, единственным назначением которых является размещение и распространение такого контента». Бреннан утверждает, что хотя он не разделяет мнения некоторых пользователей своего детища, всё же он даёт каждому право их высказывать, потому как администратор Бреннан обязан поддерживать сайт в работоспособном состоянии. Бреннан согласился сотрудничать с японской бордой 2channel, а в октябре 2014 года эмигрировал на Филиппины.
В январе 2015 года сайт изменил своё доменное имя с 8chan.co на 8ch.net после того, как несколько человек подали жалобы регистратору домена 8chan на размещённую на сайте детскую порнографию. В те дни 8chan подвергся DDoS-атаке, после которой сайт попытался восстановиться, но не смог из-за разделегирования домена. В тот же день Фредрик Бреннан опубликовал электронное письмо, где прояснил причину блокировки имиджборда: на сайте был размещён контент, подстрекающий к жестокому обращению с малолетними. Ситуации с блокировкой предшествовал наплыв электронных писем, содержащих негодование по поводу постинга нелегального контента на 8chan.co. Несмотря на то, что Фредрику Бреннану удалось вернуть себе старый домен, сайт так и остался на новом домене, а на старом домене было размещёно перенаправление URL.
Многочисленные ошибки в программном обеспечении «Бесконечночана» привело к финансированию и разработке нового движка, наречённого «Бесконечное откладываемый на потом». После нескольких месяцев тестирования переход на новое программное обеспечение был осуществлён в декабре 2015 года, но проект потерпел неудачу. В конце концов разработка была приостановлена, а главный разработчик Джошуа Мун уволен Бреннаном.

## Скандалы

### Детская порнография
The Washington Post описал сайт как более анархическую, более либертарианскую и более свободную версию 4chan. Доски 8chan посвящены обсуждению спорных тем, в том числе педофилии. В то время как собственно распространение нелегального контента является нарушением правил сайта, The Daily Dot пишет, что некоторые разделы сайта существуют для постинга изображений несовершеннолетних в сексуализированных и провокационных позах, а некоторые посетители этих разделов размещают ссылки на настоящее детское порно за пределами 8chan. Когда создателя сайта спросили, было ли появление таких досок неизбежным результатом свободы слова, Бреннан ответил: «К сожалению, да. Я не поддерживаю содержание тех досок, что вы упомянули, но это просто цена свободы слова, и мы остаёмся единственным активным сайтом, не накладывающим на пользователя больше тех „законов“, что уже были приняты в Вашингтоне, округ Колумбия».
В августе 2015 года в течение короткого периода 8chan находился в чёрном списке поисковика Google за контент с изображением жестокого обращения с детьми. Позднее сайт был исключён из чёрного списка без объяснения причин. В России доступ к 8ch заблокирован Роскомнадзором.

### Gamergate
18 сентября 2014 года сайт получил известность в связи с «Геймергейт» запрета обсуждения данной темы на 4chan, и пользователи Форчана перешли на 8chan. Раздел 8chan /gg/ стал первой доской, посвященной «Геймергейту», но после троллинга со стороны группы троллей, называющих себя "Ассоциации геев-ниггеров Америки"  активисты движения «Геймергейт» перешли на доску /gamergate/, ставшей одной из самых популярных на сайте.
В январе 2015 года сайт был использован для сваттинга в Портленде, Сиэтле и Барнаби, большинство из случаев сваттинга связано с троллингом посетителями 8chan активистов «Геймергейта», координация которого осуществлялась на доске /baphomet/. Одна из жертв нападения сказала, что её обнаружили из-за того, что она зафоловила кого-то в Твиттере. 9 февраля 2015 доска «/ BAPHOMET /» была стёрта после выкладывания на ней личных данных судьи Кэтрин Форрест, которая вела дело о Silk Road.

### Антисемитизм и нацизм
В июле 2016 года кандидат в президенты США Дональд Трамп твитнул изображение Хиллари Клинтон на фоне денег и звезды шерифа, напоминающую некоторым звезду Давида, содержащее подпись «самый коррумпированный кандидат в истории». В последующем этот твит был удалён, и была загружена новая версия изображения с кругом вместо звезды Давида. Изображение первоначально было размещено на доске /pol/ имиджборда 8chan. The New York Times назвал 8chan сайтом для ультраправых активистов Интернета, разделяющих идеологию неонацистов.